# L'isola dei cani (film)
L'isola dei cani (Isle of Dogs) è un film d'animazione stop-motion del 2018 scritto, diretto, co-ideato e co-prodotto da Wes Anderson.

## Trama
Nel futuro 2038, un'epidemia di "influenza canina" colpisce tutti i cani del Giappone. Pur di evitare il rischio di permettere alla pestilenza di mutare e attaccare anche gli umani, Kobayashi, l'autoritario sindaco della città di Megasaki, firma un decreto che bandisce tutti i cani, ponendoli in quarantena su un'isola di rifiuti, nonostante il professor Watanabe, capo del Partito della Scienza, insista di essere vicino a creare un antidoto. Primo cane a essere pubblicamente trasferito sull'isola è Spots, il cane di Atari Kobayashi, nipote adottivo orfano del sindaco.
Sei mesi più tardi, Atari ruba un piccolo aeroplano per raggiungere l'Isola dei Cani nella speranza di ritrovare Spots. Dopo essere precipitato, Atari incontra cinque cani: Rex, Duke, King, Boss, e il loro capo, Chief, uno scontroso randagio. I cani accettano di aiutare il ragazzo a trovare Spots, mentre Chief si oppone, rifiutando di stringere rapporti con gli umani. Atari e i cani trovano una gabbia per il trasferimento bloccata contenente lo scheletro di un cane; inizialmente credono che si tratti di Spots, salvo poi scoprire che sulla targhetta del cane morto c'è scritto "Sport", capendo quindi che Spots può essere ancora vivo.
Kobayashi viene a sapere della fuga del nipote e invia un gruppo di uomini, assistiti da un cane-robot, per riportarlo indietro. Chief e i cani riescono a respingere il gruppo e impedire il sequestro di Atari. Dopo essere stato incoraggiato dalla cagnetta Nutmeg, dalla quale è attratto, Chief acconsente ad aiutare Atari nella sua ricerca. I cani si consultano con Jupiter e Oracle, due cani anziani, che li inviano in un posto isolato dove potrebbero trovare Spots e li mettono in guardia circa un famigerato gruppo di cani cannibali a cui potrebbero andare incontro.
Nel frattempo, il professor Watanabe riesce a mettere a punto l'antidoto contro l'influenza canina, ma gli sgherri di Kobayashi lo assassinano con del sushi avvelenato. La studentessa americana e amica di Atari, Tracy Walker, sospetta che ci sia in ballo una cospirazione e si mette alla ricerca di prove per denunciare il sindaco per il maltrattamento dei cani. Dopo una lunga indagine, Tracy va a confrontarsi con Yōko Ono, l'ex assistente di Watanabe, la quale conferma la teoria sul complotto del sindaco contro i cani e le affida l'ultima fiala di antidoto.
Strada facendo, Chief e Atari si separano dagli altri. Atari pulisce Chief, rivelando che egli ha il pelo bianco con macchie nere e un aspetto quasi identico a Spots, in quanto entrambi esemplari di una razza canina molto rara. Chief si ricorda che, prima di diventare randagio, faceva parte di una cucciolata dove tutte le femmine furono soppresse. Atari e Chief si riuniscono agli altri proprio nel momento in cui vanno incontro al gruppo di cani cannibali. Tuttavia, si scopre che non sono selvaggi, ma solo etichettati come cannibali perché una volta furono costretti a sopravvivere nutrendosi, a malincuore, del loro capobranco, quando quest'ultimo morì di fame. I cani cannibali, infatti, hanno liberato e accolto Spots, che finalmente raggiunge Atari e rivela di essere il fratello di Chief. Spots spiega di essere diventato il capo del branco e che si è accoppiato e si accorda con Chief per prendere il suo posto come compagno di Atari.
Sfuggiti a un altro attacco da parte degli uomini di Kobayashi e di un esercito di cani-robot, Atari e i cani vengono a sapere da un gufo che il sindaco sta pianificando lo sterminio di massa di tutti i cani sull'isola per favorire la propria rielezione imminente. Atari costruisce un'imbarcazione con la quale ritorna a Megasaki, portando con sé Spots, il gruppo di Chief e un gran numero di cani dell'isola per raggiungere il sindaco e fermarlo in tempo. Durante la cerimonia per dare pubblicamente il via allo sterminio dell'Isola dei Cani, Tracy e il suo gruppo salgono sul palco e presentano le prove della cospirazione di Kobayashi e l'impedimento della cura. Atari e i cani giungono anch'essi alla cerimonia lasciando tutti sbigottiti, poiché convinti che Atari fosse morto, facendo calare tutto nel più totale silenzio. Atari guarda Tracy che possiede l'antidoto e lo somministra a Chief, rivelando a tutti che funziona.
Atari fa un discorso solenne di tutto quello che è successo, e di come la gente abbia voluto abbandonare e accettare di uccidere i cani che per secoli sono stati insieme a loro. Kobayashi rimane colpito dalle parole del nipote, guardando dentro di sè, prova un'immensa vergogna e che la strada per raggiungere il potere, gli ha fatto commettere cose orribili e l'epurazione per i cani e punire il nipote, sarebbero stati imperdonabili. Davanti a tutti, Kobayashi annulla lo sterminio per i cani dell'isola, e in preda ai sensi di colpa si dichiara un uomo senza onore, scioccando tutti i presenti. Tuttavia, il maggiore Domo, braccio destro del sindaco, vuole ugualmente sterminare i cani e si appresta a premere il pulsante per mettere in atto lo sterminio. Kobayashi e Atari si scontrano con Domo, che riesce a premere il pulsante ma, grazie all'intervento di un amico hacker di Tracy, l'arma biologica messa a punto per i cani viene liberata contro gli addetti allo sterminio. Nello scontro, però, Atari e Spots rimangono gravemente feriti. Per rimediare alle sue azioni, Kobayashi dona il proprio rene ad Atari e accetta di essere messo agli arresti con Domo e i suoi alleati per fare ammenda di ciò che ha fatto. Atari diventa il nuovo sindaco di Megasaki e permette ai cani di essere reintegrati nella società.
Tracy si fidanza con Atari, mentre Chief con Nutmeg, che lavora insieme a lui come guardia del ragazzo. A Spots viene eretta una statua in suo onore, ma nel finale si scopre che è stato curato dalle ferite e vive nascosto, con la sua compagna e i loro cuccioli, in un santuario sotto la residenza di Kobayashi.

## Produzione
Nell'ottobre 2015 Anderson annuncia di voler tornare all'animazione con un film sui cani, che sarà influenzato dai film di Akira Kurosawa e dagli speciali televisivi natalizi.
La produzione della pellicola inizia nell'ottobre 2016 in Inghilterra.

## Promozione
Il 25 aprile 2017 viene diffusa la prima locandina ufficiale del film. Il primo teaser trailer viene diffuso il 20 settembre 2017, mentre il trailer esteso viene diffuso il giorno seguente.

## Distribuzione
L'isola dei cani è stato selezionato come pellicola d'apertura della 68ª edizione del Festival di Berlino. La pellicola, inizialmente programmata per il 20 aprile 2018, è stata distribuita nelle sale cinematografiche statunitensi a partire dal 23 marzo dello stesso anno, mentre in Italia è stata distribuita a partire dal 1º maggio.

### Divieti
Negli Stati Uniti il film è stato vietato ai minori di 13 anni non accompagnati da adulti per la presenza di "immagini violente".

### Edizione italiana
La direzione del doppiaggio e i dialoghi italiani sono stati a cura di Carlo Valli, con la traduzione curata da Richard Mead, per conto della CDC Sefit Group.

## Accoglienza

### Incassi
Il film ha incassato 32015231 $ nel Nord America e 32226268 $ nel resto del mondo, per un totale di 64241499 $ in tutto il mondo.

### Critica
Sull'aggregatore di recensioni Rotten Tomatoes ha un indice di gradimento del 90% basato su 368 recensioni, con un voto medio di 8 su 10. Su Metacritic ottiene un punteggio di 82 su 100 basato su 55 recensioni.

## Riconoscimenti
- 2019 - Premio Oscar[15]
  - Candidatura al miglior film d'animazione
  - Candidatura alla miglior colonna sonora ad Alexandre Desplat
- 2019 - Golden Globe[16]
  - Candidatura al miglior film d'animazione
  - Candidatura alla miglior colonna sonora originale ad Alexandre Desplat
- 2018 - Festival internazionale del cinema di Berlino[17]
  - Orso d'argento per il miglior regista a Wes Anderson
  - Candidatura all'Orso d'oro
- 2018 - San Diego Film Critics Society Awards[18]
  - Miglior film d'animazione
  - Candidatura alla miglior sceneggiatura originale a Wes Anderson
  - Candidatura ai migliori effetti speciali
- 2018 - South by Southwest
  - Premio del pubblico
- 2018 - Toronto Film Critics Association[19]
  - Miglior film d'animazione
- 2019 - Annie Award[20][21]
  - Miglior voce in un film animato a Bryan Cranston
  - Candidatura al miglior film d'animazione
  - Candidatura alla miglior animazione dei personaggi in un film d'animazione
  - Candidatura alla miglior scenografia
- 2019 - Art Directors Guild Award[22][23]
  - Miglior scenografia in un film d'animazione
- 2019 - British Academy Film Awards[24][25]
  - Candidatura al miglior film d'animazione
  - Candidatura alla migliore colonna sonora a Alexandre Desplat
- 2019 - Cinema Audio Society Awards[26]
  - Miglior sonoro in un film d'animazione
- 2019 - Critics' Choice Awards[27]
  - Candidatura al miglior film d'animazione
  - Candidatura alla miglior colonna sonora a Alexandre Desplat
- 2019 - Eddie Awards[22]
  - Candidatura al miglior montaggio in un film d'animazione a Andrew Weisblum, Ralph Foster e Edward Bursch
- 2019 - Producers Guild of America Awards[28]
  - Candidatura al miglior film d'animazione
- 2019 - Satellite Award[29][30]
  - Miglior film d'animazione o a tecnica mista